# Provincia di Ağrı
La provincia di Ağrı è una delle province della Turchia orientale.

## Distretti

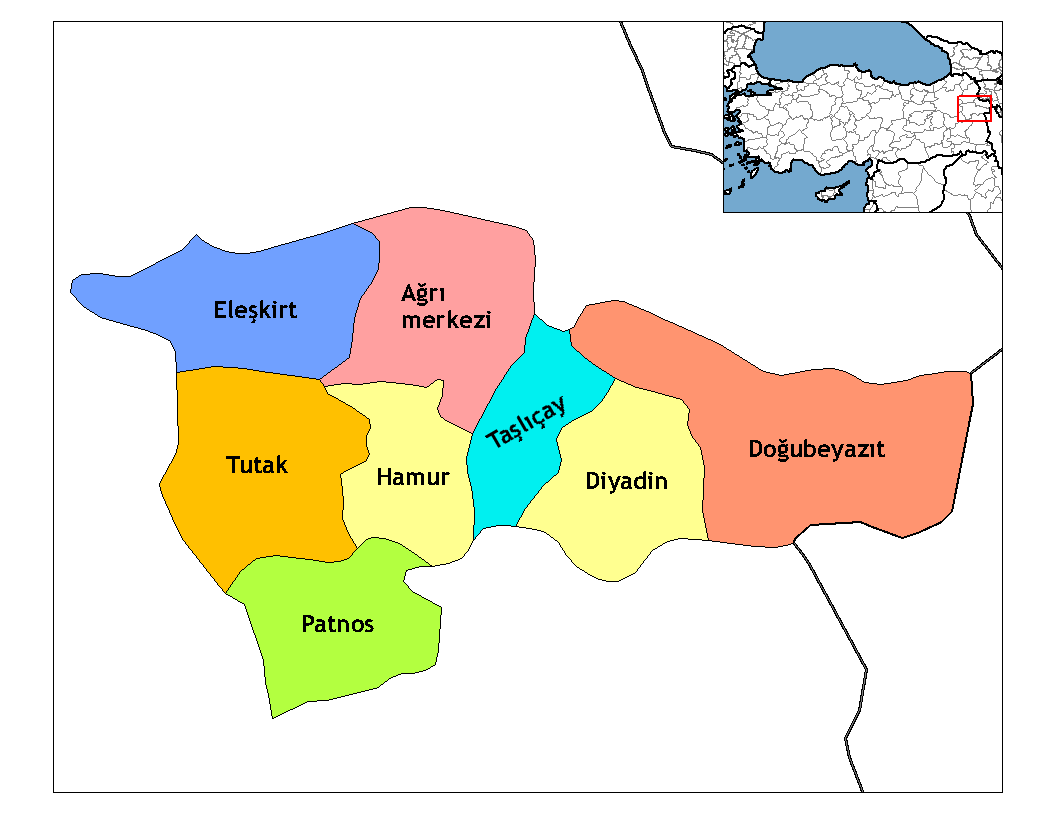
I distretti della provincia di Ağrı

La provincia è divisa in 8 distretti: 	
- Ağrı
- Diyadin
- Doğubeyazıt
- Eleşkirt
- Hamur
- Patnos
- Taşlıçay
- Tutak